# جيرارد مارينو
جيرارد مارينو (بالإنجليزية:Gerard Marino) هو ملحن لموسيقى الأفلام وألعاب الفيديو، معروف بمساهمته الكبيرة في سلسلة غود أوف وور (سلسلة) (لعبة فيديو) ، عمل على عدة أفلام ومسلسلات تلفزيونية . كما قام بتلحين عرض فيلم عودة سوبرمان وعرض فيلم الحقد (The Grudge) وعرض فيلم المبيد 3 وغيرها .

## وصلات خارجية
- جيرارد مارينو على موقع IMDb (الإنجليزية)
- جيرارد مارينو على موقع ميوزك برينز (الإنجليزية)
- جيرارد مارينو على موقع أول ميوزيك (الإنجليزية)
- جيرارد مارينو على موقع ديسكوغز (الإنجليزية)
- جيرارد مارينو على موقع قاعدة بيانات الفيلم (الإنجليزية)
- الموقع الرسمي